# 綿陽2003第16屆亞洲國際郵展
綿陽2003第16屆亞洲國際郵展，於2003年，展期5天，展場位於中國四川省綿陽。

## 外部連結
綿陽2003第16屆亞洲國際郵展官方網站 （页面存档备份，存于）